# Richie Spice
Richie Spice (né Richie Bonner le 8 septembre 1971 à Rock Hall (Saint Andrew), en Jamaïque) est un chanteur de reggae. Il est le frère de Spanner Banner, Pliers et Snatcha Dog, également artistes dans le milieu du reggae. Artiste de l'année 2004 en Jamaïque, il se présente comme l'un des leaders du mouvement Nu-Roots.

## Biographie
Richie Spice est né en 1971 à Rock Hall en Jamaïque dans un environnement typiquement musical. En effet, sa famille a contribué à la création d’un pan de la musique jamaïcaine, il est le fils d’artistes respectés de Saint Andrew et ses quatre frères ont aussi mis la main à la pâte. Parmi les plus connus on citera : Pliers, bien reconnu sur la scène (en combinaison avec Chaka Demus), Spanner Banner, auteur du morceau « Life Goes On » ainsi que le DJ dancehall Snatcha Dog.
Avant de travailler avec Clive Hunt, il débuta avec le producteur Dennis "Star" Hayes et sortit un "Killing a sound", pas mauvais, mais qui ne rencontra pas le succès mérité. Avec Clive Hunt il sort "Time so Rough" et "Grooving my Girl" qui sont alors ses premiers succès. Il décide de partir travailler en compagnie de sa sœur Bridgett avec l'éditeur Bonner Productions Ltd appartenant à son frère Pliers où il ressortira un premier album nommé Universal signé chez Heartbeat. 
Dans le courant des années 1990, il part en tournée avec Spanner Banner, Chaka Demus et Pliers ainsi qu’avec Rita Marley pendant sa tournée 96-97 en Europe et aux Etats-Unis. De plus en plus en vogue, ses prestations au Sting 2002 au Jam World, à St. Catherine en Jamaïque ainsi qu’au Sting 2003 à Miami le font découvrir à un public encore plus large. 
Le 14 janvier 2005 sort en France chez Nocturne son second album officiel Spice in your life. Un album encensé par la critique ; le journal New-York Times le considère comme la sortie 2004, The Los Angeles Times le consacre comme l’un des meilleurs albums de l’année tout style confondus et en Jamaïque, le journal The Observer estime que Richie Spice est l’artiste et le chanteur de l’année. Une telle reconnaissance n’est pas tombée du ciel, mais est le résultat d’un réel travail musical. En effet, beaucoup disent que son succès actuel était déjà envisageable à l’écoute de son ancien tube « Earth a Run Red’s » qui est ressorti sur l’album Universal. Une vision de son environnement qui frappe juste et qui rend sa chanson prophétique d’une apocalypse proche, entraînante comme un hit estival.
Il intègre par la suite le 5th Element Crew et y devient alors une de ses pièces maîtresses, fer de lance de la nouvelle génération d’artistes de l'époque en provenance de Jamaïque. C’est Chuck Fenda qui le fit rentrer dans le 5th Element par la rencontre avec Devon Wheatley où ce dernier prit pleine conscience du talent et du potentiel musical de Richie Spice. Les morceaux « Earth A Run Red » et « Marijuana » deviennent alors des hits... que l’on peut presque élever au rang de classiques aujourd’hui. Plus récemment, un remix du morceau "Marijuana", par Coki de Digital Mystikz, rebaptisé "Burnin'" a attiré plus d'attention sur lui dans la scène florissante du dubstep, en provenance du Royaume-Uni. La version originale apparaît également sur la compilation reggae moderne de "These Are Serious Times" sur XL Recordings.
Sa prestation au Ja’Sound Festival à Bagnols-sur-Cèze en 2005 finit d’asseoir sa réputation en France. Vient ensuite l’album "In The Streets To Africa", sorti chez VP en 2007. Cet opus renferme quelques tubes devenus classiques du répertoire de Richie Spice, comme « Brown Skin » et « Youth Dem Cold » sur le Truths and Rights Riddim. Il s'ensuit une tournée triomphale aux ÉEtats-Unis et, l’année suivante, le gouvernement jamaïcain lui remet un prix pour sa contribution à la musique et à la société jamaïcaine, saluant ainsi ses paroles toujours "conscious". Mais la même année, Irie FM retire tous les morceaux de Spice de sa programmation, prétextant une insulte mal placée à la fin de l’album Gideon Boot, sorti la même année. L’album reçoit tout de même un bon accueil, notamment grâce au hit « The Plane Land », posé sur le Rub-A-Dub Riddim. 
Spice a choisi Book of Job comme titre de son cinquième album officiel, sorti le 22 février 2011 sur VP Records, affirmant que son engagement à créer une musique inspirante est aussi inébranlable que la foi de Jean en dépit de ses nombreuses épreuves. Richie Spice fait alors quelques apparitions en France, comme au Zénith de Paris et au Reggae Sun Ska en 2011.
Son dernier album, "Soothing Sounds", est sorti en octobre 2012 et comprend des musiciens tels que Robbie Shakespeare et Bongo Herman.
Il dirige également le label Bonner Cornerstone avec ses frères.
Richie Spice est un partisan de Food For the Poor (FFP) Jamaïque, et donne une partie des recettes de ses performances à l'organisme de bienfaisance.

## Culture populaire
- Grand Theft Auto IV (jeux vidéo de 2008) : la chanson "Youth Dem Cold" est présente sur la radio "Massive B Soundsytem 96.9"
- Attack the Block (film de 2011 réalisé par Joe Cornish) : la bande-son finale du film est la chanson "Youth Dem Cold"